# Hareids kommun
Hareids kommun (norska: Hareid kommune) är en kommun i landskapet Sunnmøre i Møre og Romsdal fylke i västra Norge. Kommunen omfattar den östra delen av ön Hareidlandet. Centralort är tätorten Hareid. 

## Administrativ historik
Hareids kommun grundades 1917 genom en delning av Ulsteins kommun. 1958 överfördes ett område med 68 invånare från Borgunds kommun.

## Tätorter
I Hareids kommun finns tre tätorter:
- Brandal
- Hareid (centralort)
- Hjørungavåg

## Socknar
Inom Norska kyrkan motsvaras Hareids kommun av Hareids socken i Søre Sunnmøre prosteri i Møre stift.